# Pichoux (Sorne)
Der Pichoux (französisch Le Pichoux) ist ein Bergbach im Berner Jura und ein Zufluss der Sorne.

## Name
Der Gewässername, von dem der Siedlungsname Le Pichoux und der Name der Juraschlucht Gorges du Pichoux kommen, geht auf vlat. pissiare zurück. Er bezieht sich auf den Wasserfall der Sorne an der Stelle der Pichouxmündung. Das Wort ist eine dialektale Form der im Nordwestschweizer Jura beheimateten Sprache Frainc-Comtou. Verwandte Wörter gibt es auch in anderen romanischen Sprachen. Ähnliche Bezeichnungen von Wasserfällen sind Pissevache im Kanton Wallis und Pissechèvre im Kanton Waadt.

## Geographie

### Verlauf
Der Pichoux entspringt in einem kleinen Tal am Nordwesthang des Moron im Gebiet Le Rameul auf dem Gebiet der Gemeinde Valbirse. Sein Bachbett liegt im oberen Abschnitt bei Wasserknappheit gelegentlich trocken, und zudem fliesst das Niederschlagswasser im verkarsteten Moronmassiv teilweise auch unterirdisch in das Gebiet von Moutier ab und erreicht den Pichoux nicht. Der Bachgraben zieht sich steil über den Nordhang des Berges nach Souboz, einer Ortschaft der Gemeinde Petit-Val, hinunter. Südlich dieses Dorfes wendet er sich gegen Westen, wo ihn die Strasse Le Pichoux–Moutier dreimal überquert und wo sein Bachbett stellenweise eingedolt ist. In der Talniederung von Bas du Maupas nimmt er von links den Bach von Haut de la Fin auf. Danach folgt die kleine Abwasserreinigungsanlage von Petit-Val, und wenig unterhalb fliesst der Bach an der historischen Sägemühle von Le Pichoux vorbei, von deren ehemaligem Wasserrad noch Reste vorhanden sind. In der Ortschaft Le Pichoux mündet von rechts der grösste Seitenbach Ruisseau de Tchaibez in den Bach. Kurz danach fliesst dieser bei der ehemaligen Mühle, die später zum Hôtel de la Couronne umgebaut wurde, vorbei und erreicht dann, eingedolt unter der Hauptstrasse 526, das erste Engnis der Schlucht Gorges du Pichoux. Nach 200 Metern mündet er von rechts in die Sorne.

### Zuflüsse
(Reihenfolge von der Quelle zur Mündung nach dem Geoportal des Kantons Bern)
- (Ruisseau) Sous la Montagne (links)
- (Ruisseau) Haut de la Fin (links)
- (Ruisseau) Pâturage dessous (links)
- Ruisseau du Tchaibez[5] (rechts), 3,7 km, 7,21 km²